# Jesper Nohrstedt
Jesper Nohrstedt Boesgaard, född 20 september 1994 i Amager, Danmark, är en dansk sångare som slog igenom i den danska versionen av The X Factor, där han nådde till finalen. Han medverkade i Dansk Melodi Grand Prix 2012 med låten "Take Our Hearts", skriven av Morten Hampenberg, Engelina Larsen och Mads Krog. Den slutade på en andraplats efter Soluna Samays "Should've Known Better".